# Orsino Bongi
Orsino Bongi (Firenze, 1875 – Milano, 11 gennaio 1921) è stato un architetto italiano, esponente del movimento architettonico del Liberty.

## Biografia
Toscano di nascita, si trasferì in giovane età a Milano, dove frequentò la Scuola superiore di architettura con Camillo Boito e Luigi Broggi presso il "Regio Istituto Tecnico Superiore", oggi Politecnico di Milano. Successivamente si dedicò all'insegnamento presso l'Accademia di belle arti di Brera e, poco meno che trentenne, progettò e contribuì ai progetti di diversi padiglioni dell'Esposizione internazionale di Milano del 1906: il Palazzo delle arti decorative francesi, la Mostra d'Igiene, la Mostra Internazionale Ferroviaria, l'Ingresso trionfale da via XX Settembre, la stazione di partenza della ferrovia elettrica che collegava il Parco con la Piazza d’Armi, l'Adattamento del Pulvinare, l'Arena e la Mostra di belle Arti attorno all'Arena, il padiglione del Cantiere Navale Ansaldo, il padiglione della Regia Manifattura Tabacchi, il padiglione per gli Stati Americani del Sud, il palazzo della sezione francese e il padiglione della Mostra Agricola.
Proprio il padiglione Agraria, dedicato ai temi della produzione agricola, progettato in stile Liberty, destò particolare interesse architettonico e sempre per l'Expo 1906 il Bongi, insieme agli ingegneri associati Carlo Bianchi, Francesco Magnani e Mario Rondoni e all'architetto Sebastiano Giuseppe Locati, sì aggiudicò il premio ex aequo per il concorso del progetto generale.
Fra le altre creazioni dell'architetto è da segnalare la Galleria Warowland a Salsomaggiore Terme, commissionata al Bongi nel 1914 dal conte Ladislao Tyszkiewicz, che aveva intenzione di destinarla alla Galleria d'Arte moderna Warowland: l'architettura è nello stile noto all'epoca come Medievalismo lombardo, declinato dal Bongi nei ferri battuti, nelle decorazioni esterne, negli stemmi araldici, nei mobili dell'arredo e nell'intonaco graffito che simula rivestimenti a bugnato, a "scaglie di pesce", a rombi, a palmette.
Nel 1911 per il senatore Cesare Mangili, che era stato Presidente dell'Expo del 1906, aveva realizzato al Cimitero Monumentale di Milano l'edicola Mangili, grande monumento funerario della famiglia del banchiere milanese. Nel 1912, inaugura, su suo progetto, il kursaal di Viareggio.
Nel 1914 è segnalata una sua partecipazione alla mostra collettiva curata da Giovanni Rocco e organizzata dall'Associazione Lombarda Architetti presso la Permanente di Milano, dove espone suoi disegni accanto a opere, fra gli altri, degli architetti Antonio Sant'Elia, Raimondo D'Aronco, Giuseppe Sommaruga, Ranieri Arcaini, Ulisse Stacchini, Tancredi Venturini, Angiolo D'Andrea, Cesare Mazzocchi, Giovanni Broglio e Marcello Piacentini.
Riposa al Cimitero Monumentale di Milano, nella tomba 559A del Circondante di Ponente.